# Чемпионат Чехословакии по хоккею с шайбой 1936/1937
Чемпионат Чехословакии по хоккею с шайбой 1936/1937 — 1-й после реорганизации сезон чехословацкой хоккейной лиги. Чемпионом стал клуб ЛТЦ Прага, считавшийся одним из лучших клубов Европы того времени.

## Формат
Сезон 1936/37 стал первым после реорганизации чехословацкой хоккейной лиги. Появилась система розыгрыша. В финальный турнир попадали по итогам квалификации, которая проводилась внутри городов, краёв, областей. Столица Прага получила 3 места, в то время как  юго-западный, северо-восточный, моравско-силезский, словацкий дивизионы и немецкий союз получили по 1 месту. Прага получила больше мест, т.к. пражские клубы (ЛТЦ, Спарта, Славия) считались сильнейшими в стране. В финальном турнире был проведён 1-круговой турнир среди 8 команд, по итогам которого определялся чемпион. Первые матчи состоялись 3 января 1937 года: Витковице и Спарта сыграли вничью 1:1, Ческе-Будеёвице победил Младу Болеслав 3:0, а Славия уступила Попраду 1:2. Автор исторического первого гола точно не известен, им был хоккеист Витковице Кубечка или Томашек из Попрада. Чемпионом стал клуб ЛТЦ Прага, опередивший пражскую «Спарту» на 1 очко. В матче за право остаться в лиге «Млада Болеслав» обыграл «Славию» со счётом 1:0.

## Турнирная таблица
| №  | Команда         | И | В | Н | П | ГЗ | ГП | О  |
| -- | --------------- | - | - | - | - | -- | -- | -- |
| 1. | ЛТЦ Прага       | 7 | 6 | 1 | 0 | 64 | 2  | 13 |
| 2. | Спарта Прага    | 7 | 5 | 2 | 0 | 29 | 7  | 12 |
| 3. | Ческе-Будеёвице | 7 | 4 | 0 | 3 | 20 | 24 | 8  |
| 4. | Татры Попрад    | 7 | 3 | 1 | 3 | 18 | 14 | 7  |
| 5. | Витковице       | 7 | 3 | 1 | 3 | 14 | 18 | 7  |
| 6. | Троппауэр Опава | 7 | 2 | 1 | 4 | 10 | 19 | 5  |
| 7. | Славия Прага    | 7 | 2 | 0 | 5 | 8  | 31 | 4  |
| 8. | Млада Болеслав  | 7 | 0 | 0 | 7 | 6  | 54 | 0  |

## Лучшие бомбардиры
1. Йозеф Малечек (ЛТЦ) — 16 шайб
2. Олдржих Кучера (ЛТЦ) — 14
3. Майк Букна (ЛТЦ) — 8

## Состав чемпиона
Вратари
Богумил Модры, Антонин Хоуба
Защитники
Майк Букна, Вилибальд Штёвик, Ярослав Пушбауэр, Стефен Беда
Нападающие
Йозеф Малечек, Ладислав Трояк, Франтишек Пацалт, Алоиз Цетковски, Франтишек Пергл, Олдржих Кучера, Олдржих Гурих, Ярослав Цисарж
Тренер — Майк Букна